# Gerrit Karel Spaen van Voorstonden

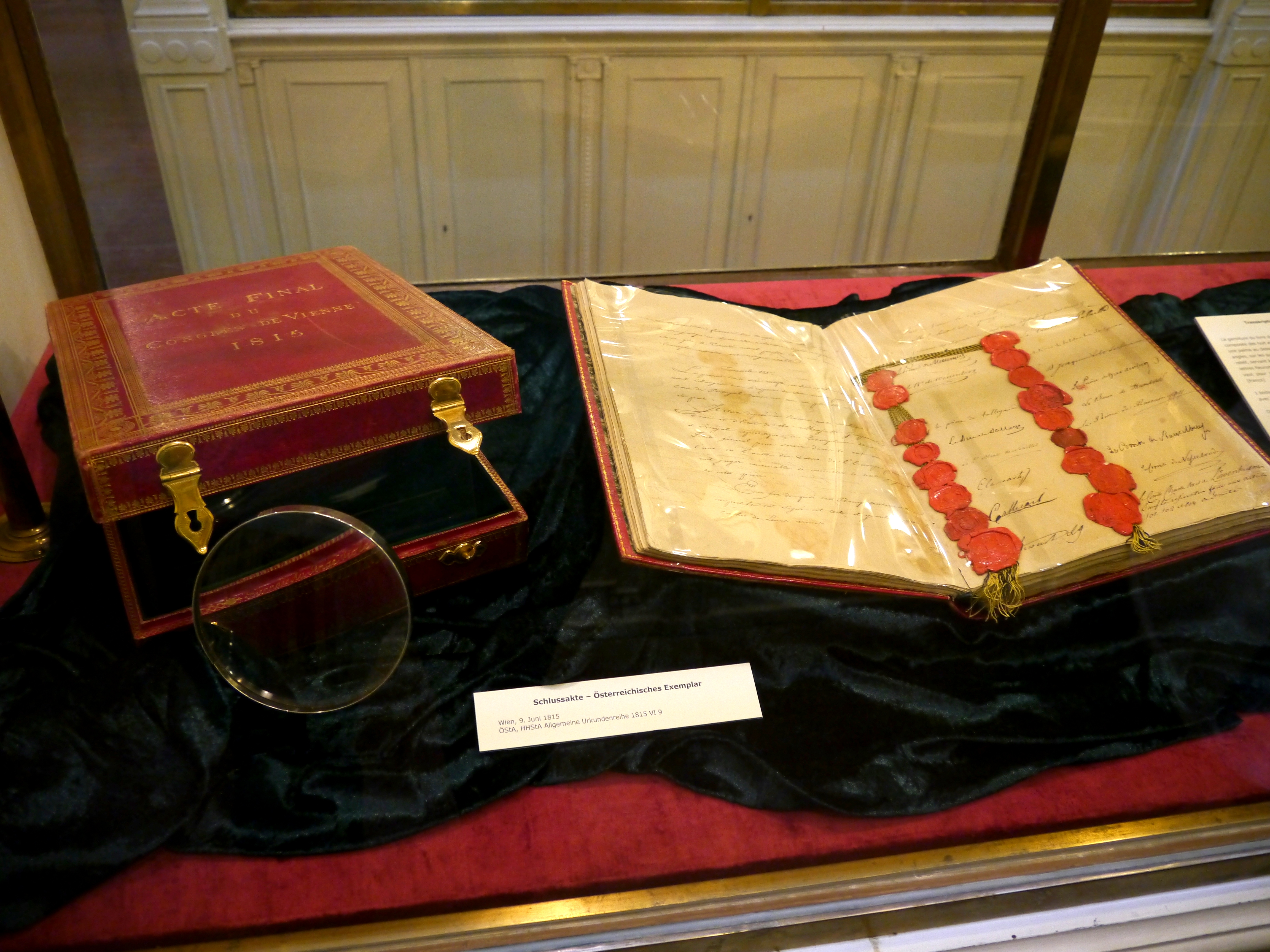
Baron Spaen van Voorstonden vertrat die Niederlande auf dem Wiener Kongress, hier das Abschlussdokument

Gerrit Karel Baron Spaen van Voorstonden (* 20. Oktober 1756 in Arnhem; † 28. Februar 1841 in Wien) war ein niederländischer Diplomat, Vertreter seines Landes auf dem Wiener Kongress.

## Herkunft
Er war der Sohn von Alexander Diederik Reichsfreiherr Spaen van Ringenberg, Herr von Rosande (* 1710; † 1764) und von Elisabeth Anna Maria van Riebeeck (* 1725; † 1776). Seine Jugend verbrachte er in Heerde und Brummen in der niederländischen Provinz Gelderland.

## Leben
Seine berufliche Laufbahn begann 1787 in der Niederländischen Ostindien-Kompanie, jedoch schon ein Jahr später wurde er zum Bürgermeister von Hattem gewählt und 1791 in den Rechnungshof der Generalitätslande berufen.
Spaen entschied sich dann für die Diplomatie, zunächst als Gesandter in Lissabon (1791 bis 1794). Anschließend war er bevollmächtigter Vertreter der Niederlande beim Kaiser und wurde am 29. September 1802 erstmals zur Audienz empfangen. 1807 verließ er Wien wieder und wurde zum Gesandten am bayerischen Hofe in München ernannt. Während der Koalitionskriege  war er  zum Hauptquartier der Alliierten delegiert, wo er im Dezember 1813 zum ersten Mal in Audienz empfangenen wurde. Sodann war er bevollmächtigter Gesandter beim Kaiser von Österreich und vertrat die Niederlande auf dem Wiener Kongress  (1814 bis 1815). Er war auch Mitglied in der Kommission für die freie Schifffahrt, da die Niederlande als Anrainerstaat von Rhein, Maas und Schelde an dieser Frage besonders interessiert waren. Nach dem Kongress blieb Spaen in Wien und vertrat die Niederlande dort bis zu seinem Tode 1841 als Gesandter.

## Ehe und Familie
Am 16. Oktober 1778 heiratete er im Alter von  21 Jahren Juliana Wilhelmina Heilwich van Heeckeren (* 8. Februar 1757 in Schloss Enghuizen; † 28. März 1795 in Paris). Das Ehepaar hatte vier Kinder, von denen drei durch einen tragischen Unglücksfall am 1. Juli 1798 in Lochem den Tod durch Ertrinken fanden und keines den Vater überlebte:
- Alexander Diederik Baron Spaen van Voorstonden (1779–1834)
- Jacob Adolf Spaen (1780–1798)
- Gerrit Karel Spaen (1782–1798)
- Johan Frederik Willem Spaen (1783–1798)

## Ehrungen
- Ritter des Unionsorden (25. November 1807)
- Ritter des Ordens der Wiedervereinigung[Anm. 1] (7. März 1812)
- In die Ritterschaft von Gelderland mit Erlass vom 28. August 1814 aufgenommen
- Ritter (1815) und Kommandeur (1816) des Ordens vom Niederländischen Löwen (1815 gestiftet)